# Bruchidius siwalikus
Bruchidius siwalikus là một loài bọ cánh cứng trong họ Bruchidae. Loài này được Arora miêu tả khoa học năm 1980.